# Komatireddy Venkat Reddy
Pour les articles homonymes, voir Reddy (homonymie).
 (mars 2017).
Komtireddy Venkat Reddy (né le 23 mai 1965) est un homme politique indien du Congrès national indien, élu pour la circonscription de Bhongir en 2019.

## Source et références
- (en) Cet article est partiellement ou en totalité issu de l’article de Wikipédia en anglais intitulé « Komatireddy Venkat Reddy » (voir la liste des auteurs).

1. ↑  (en) « Profil des députés du 17e Lok Sabha » (consulté le 6 mai 2021).